# Hallelujah Overdrive
Hallelujah Overdrive (ハレルヤオーバードライブ!?) è un manga di Kotaro Takata. Esso è stato pubblicato sulla rivista Monthly Shōnen Sunday di Shogakukan dal 12 giugno 2009 al 10 ottobre 2015 e in seguito raccolto in 15 volumi tankōbon. L'edizione italiana è stata curata da Planet Manga e messa in commercio dal 21 aprile 2011 al 17 novembre 2016.
La trama ruota intorno a Kosame Asakura, un neo-iscritto dell'istituto privato Meiro, che ha come motto quello di offrire agli studenti vite fatte di calma e serenità e che per questo motivo ha bandito i club come quelli di musica. Kosame è deciso però a formare una band e con la sua determinazione riuscirà a trovare chi sotto falso nome è riuscito a mettere in piedi un club di musica ed a unirsi ad esso con l'intento di diventare un grande musicista.

## Trama
L'istituto privato Meiro offre agli studenti una vita serena e tranquilla. Kosame Asakura, un neo-iscritto decide di entrare nel club di musica leggera però scopre che nel suo istituto questo non è previsto. Venuta a conoscenza dell'interesse di Kosame per la musica, Haru Utsugi una ragazza dell'istituto lo accompagna in un club di ricerca su fisica e chimica dei metalli anche detto Metarika un club di musica leggera camuffato da club scientifico in modo da non essere riconosciuto dai professori. In seguito Kosame capisce che non potrà suonare nella band di Haru, anche se lo desiderava. Con il tempo conosce Urara Mikanami e Toya Kumori, rispettivamente la bassista e il batterista del gruppo. Takagi organizza un ritiro perché il gruppo riesca ad esibirsi al più presto possibile. Dopo tanta fatica, viene fissato un concerto dove il gruppo di Kosame si esibirà. All'inizio il concerto non era un granché, ma poi l'interruttore di Kosame si è attivato, avendo la meglio. Dopo i Metarika, si è esibito Asahi Kumori, fratello di Toya e vecchio membro della band di Haru e Takagi. Questo le ha rubato la canzone Speranza che Haru ha scritto, e le due band ora ce la stanno mettendo tutta per fermarlo. Cercando di formare una band in grado di fermare Asahi i TearDrive si trasformeranno in una band del tutto diverso da quella che è adesso. Insieme a loro si uniranno due nuovi membri: Wakaba Makime, la sorella minore di Aiha, e Kaede Mido un vecchio amico di Asahi tradito da lui per diventare più famoso proprio come successe con Haru.

## Personaggi

### Principali
Kosame Asakura
Il chitarrista e cantante dei TearDrive.
È il Protagonista, un ragazzo dal carattere schietto. A causa del suo modo di fare, è spesso inconcludente e imbranato. Impara a suonare la chitarra per far colpo su una ragazza che però gli dà buca. La gente parla di lui come di un caso disperato. Da quando ha creato il gruppo TearDrive formato da lui, Urara Mikanami e Toya Kumori, ha cominciato a darsi da fare, e grazie ad Haru attiva un "interruttore" che lo fa suonare divinamente. Haru pensa che forse riuscirà ad essere più bravo di Asahi.
Haru Utsugi
La batterista dei Metarika-chan.
È un'eroina dal carattere aperto e semplice. Nonostante l'età a prima vista sembra una bambina piccola tant'è che viene soprannominata maestro Yoda. È anche un po' ottusa e non si accorge di ciò che Kosame prova per lei. È stata lei a scrivere "Speranza", ma Asahi ha rubato la canzone, lasciando Haru impotente di dimostrarlo.
Aiha Makime
La chitarrista dei Metarika-chan.
È una ragazza tranquilla e spontanea che spesso parla a vanvera. Quando prende in mano la sua chitarra, però, cambia personalità diventando aggressiva e violenta. Porta una coppa G ed è una metallara. Spesso assume un carattere sciocco ma in alcuni momenti diventa più lucida ed è disposta ad ascoltare chi la circonda.
Tanpopo F. Tachibana
La bassista dei Metarika-chan.
Detesta essere chiamata per nome poiché è la prima ad odiarlo. Spesso manifesta un carattere ribelle e scontroso, ma anche se non sembra adora le cose carine. È innamorata di Takagi, ma non lo dimostra. Il suo secondo nome è Flora, di cui è a conoscenza solo Aiha.
Yutaka Takagi
Il cantante dei Metarika-chan.
È il presidente del club e ha buone capacità di coordinazione. Si occupa anche delle trattative e di coprire il club quando questo si fa notare troppo. Detesta essere scambiato per un batterista diventando violento quando ciò accade. Fu Takagi ad organizzare un ritiro prima del primo concerto dei TearDrive in modo da preparare tutti all'evento. Questo servì soprattutto a Kosame, che migliorò notevolmente.
Urara Minakami
La bassista dei TearDrive.
Mira alla presidenza dell'associazione studentesca e ha una tendenza a ricoprire ruoli di potere. Nonostante ciò si unisce al club di musica anche se contro le regole della scuola. Una volta che ha preso una decisione, vi si dedica con determinazione. È innamorata di Kosame e nel loro primo concerto è la migliore ad esibirsi, poiché ha spronato tutto il gruppo ad impegnarsi. Fa del suo meglio per farsi notare da Kosame. Entrambi sono molto amici, e Urara pensa sotto sotto che stia nascendo un legame. Inoltre, si è "alleata" con Toya in modo che la coppia KosamexHaru si sciolga, senza molto successo.
Toya Kumori
Il batterista dei TearDrive.
È solitamente un ragazzo tranquillo ma perde facilmente la pazienza. È il fratello minore di Asahi Kumori il cantante e chitarrista dei Lily Pascal che però lui odia si unisce alla band di Kosame perché pensa che questo abbia le qualità per battere il fratello. Anche lui è innamorato di Haru, e per ciò ha fatto un patto con Urara per allontanare Kosame da Haru ed avvicinarlo ad Urara, in modo che Haru lo noti.
Asahi Kumori
Il chitarrista e cantante dei Lily Pascal.
È un sostenitore della magia della musica come Haru anche se i due la pensano in modo diverso. Era il presidente del club di fisica e chimica dei metalli poi ha tradito Haru e Takagi rubando la canzone "Speranza" scritta da quest'ultima e dandosi al professionismo. È soprannominato "Voce d'angelo"
Wakaba Makime
La chitarrista dei TearDrive.
Wakaba è la futura chitarrista dei TearDrive viene portata nel club dalla sorella maggiore Ahia con l'intenzione di farla unire ai TearDrive, Wakaba però non vorrebbe unirsi ad un gruppo poiché quando suona i suoi capelli si scompigliano a tal punto da farla assomigliare ad un riccio di mare ed è per tale motivo che in passato fu costretta ad abbandonare un gruppo. Successivamente però grazie all'incoraggiamento di tutti ed in particolare di Toya Wakaba si lascerà alle spalle il passato unendosi ai TearDrive. È una chitarrista più brava di Aiha.
Kaede Mido
Il tastierista dei TearDrive.
Kaede Mido è il tastierista dei TearDrive. Si presenta dai TearDrive sotto chiamata di Toya. È una persona in gamba capace di guadagnarsi facilmente la fiducia di chi gli sta intorno e di motivarla. Era amico di Asahi e suonava insieme a lui in una band finché questo non lo ha tradito, infatti si è unito ai TearDrive soprattutto per sconfiggerlo. Ama le cose piccole.

### Secondari
Professor Mitarai
Il professore incaricato alla guida degli studenti. È sempre in contrasto con il club cercando di fargli chiudere i battenti.
Kirishima
Un amico di Kosame che appare molto di rado. Viene mostrato soprattutto nei capitoli extra. Considera Kosame un caso disperato.
Kiriko
Amica di Urara molto informata che la aiuta anche a trovare il club di musica leggera. Nel quarto volume, viene a vedere anche il concerto dell'amica.
Miki
La ragazza che diede buca a Kosame alle medie e per la quale ha iniziato a suonare. Nel concerto del quarto volume, Kosame la ritrova dopo un po' di tempo e proprio per questo all'inizio ha cominciato a sbagliare ripetutamente.
Hinata
La presidentessa dell'Associazione studentesca. Faceva parte dei Metarika-chan ed aiuta il club nei momenti di difficoltà con il suo potere sugli studenti.

## Volumi
| 1  | 12 novembre 2009 | ISBN 978-4-09-122103-2 | 21 aprile 2011    |
| 1  | Capitoli - Track 01: E tu credi nella magia della musica? - Track 02: Kosame in difficoltà si aggrappa a ogni minima speranza - Track 03: Baby's star jam - Track 04: Dopo che le speranze sono svanite - Track 05: Questo amore non è ancora nato - Track 00: Heartbeat |                        |                   |
| 2  | 12 maggio 2010 | ISBN 978-4-09-122240-4 | 19 maggio 2011    |
| 2  | Capitoli - Track 06: Second Coming - Track 07: Ciascuno ha le sue ragioni - Track 08: Raperonzolo - Track 09: Se questo è ciò che si chiama magia... - Track 10: Are You Gonna Be my Girl - Track 11: La pioggia nelle mani                                              |                        |                   |
| 3  | 18 novembre 2010 | ISBN 978-4-09-122614-3 | 14 luglio 2011    |
| 3  | Capitoli - Track 12: La spiaggia è solo un sogno - Track 13: Se solo riuscissi a sorridere - Track 14: Gocce esplosive - Track 15: Anthems For A Seventeen Year-old Girl - Track 16: Alla ricerca di un nome - Track 17: STAR GUITAR - Bonus Track: Holidays in The Sun  |                        |                   |
| 4  | 12 aprile 2011 | ISBN 978-4-09-122833-8 | 9 dicembre 2011   |
| 4  | Capitoli - Track 18: Come Together - Track 19: Quel Futuro è ora - Track 20: HAMMER FALL! - Track 21: The Sun is My Enemy - Track 22: Dimentica la notte - Secret Track: CHANGE THE WORLD                                                                                |                        |                   |
| 5  | 12 settembre 2011 | ISBN 978-4-09-123137-6 | 12 aprile 2012    |
| 5  | Capitoli - Track 23: Musical from chaos - Track 24: Communication Breakdown - Track 25: Due stelle - Track 26: Days of Confusion - Track 27: Answer - Track 28: Everything is my guitar                                                                                  |                        |                   |
| 6  | 10 febbraio 2012 | ISBN 978-4-09-123480-3 | 20 dicembre 2012  |
| 6  | Capitoli - Track 29: Revolution 9 - Track 30: Loser's parade - Track 31: Sunrise - Track 32: Trip dancer - Track 33: Rainyway |                        |                   |
| 7  | 12 luglio 2012 | ISBN 978-4-09-123753-8 | 21 febbraio 2013  |
| 7  | Capitoli - Track 34: And I love her - Track 35: Corri più veloce delle lacrime - Track 36: The ghost song - Track 37: Circle - Track 38: Light My Fire - Bonus Track 2: Chiedilo alle stelle                                                                             |                        |                   |
| 8  | 12 dicembre 2012 | ISBN 978-4-09-123877-1 | 19 settembre 2013 |
| 8  | Capitoli - Track 39: The light - Track 40: Stray cat strut - Track 41: Revolution begins - Track 42: SNOW - Track 43: Here come the wave |                        |                   |
| 9  | 10 maggio 2013 | ISBN 978-4-09-124260-0 | 20 febbraio 2014  |
| 9  | Capitoli - Track 44: If I fall - Track 45: Brother Sun Sister Moon - Track 46: Restart - Track 47: A new Game - Track 48: Hallelujah - Bonus Track: Il Principe Felice                                                                                                   |                        |                   |
| 10 | 11 ottobre 2013 | ISBN 978-4-09-124418-5 | 17 luglio 2014    |
| 10 | Capitoli - Track 49: Carnival/Day 1/From the Beginning - Track 50: Carnival/Day 2/Firestarter - Track 51: Carnival/Day 3/Ring the Bells - Track 52: All the Stars Will Fall - Track 53: Bloom                                                                            |                        |                   |
| 11 | 12 marzo 2014 | ISBN 978-4-09-124589-2 | 16 aprile 2015    |
| 11 | Capitoli - Track 54: Beautiful World - Track 55: La Fine della Notte - Track 56: Call Your Name - Track 57: Pupa - Track 58: Call My Name |                        |                   |
| 12 | 12 agosto 2014 | ISBN 978-4-09-125196-1 | 11 giugno 2015    |
| 12 | Capitoli - Track 59: Do You Know What I Mean? - Track 60: Bittersweet Simphony - Track 61: Everything in its Right Place - Track 62: I Wanna Be Your Dog - Track 63: ANTICHRIST SUPERSTAR - Bonus Track: Il Re ha le orecchie d'asino                                    |                        |                   |
| 13 | 9 gennaio 2015 | ISBN 978-4-09-125520-4 | 21 gennaio 2016   |
| 13 | Capitoli - Track 64: Paradiso - Track 65: Confessione - Track 66: Un cagnolino sperduto e il battito della pioggia - Track 67: Eine Kleine - Track 68: God Only Knows - Bonus Track: Campanella/In the waiting time                                                      |                        |                   |
| 14 | 12 giugno 2015 | ISBN 978-4-09-126154-0 | 25 febbraio 2016  |
| 15 | 12 novembre 2015 | ISBN 978-4-09-126600-2 | 17 novembre 2016  |